# Приватна війна
«Приватна війна» (англ. A Private War) — біографічна воєнна драма 2018 року спільного виробництва США та Великої Британії. Фільм заснований на статті Маррі Бреннер «Marie Colvin's Private War»,  опублікованій у журналі «Vanity Fair» 2012 року. Світова прем'єра стрічки відбулась на Міжнародному кінофестивалі в Торонто 2018.

## Сюжет
Американська журналістка The Sunday Times Марі Колвін починає їздити у найнебезпечніші країни світу та документувати війни.
2001 року журналістка втрачає ліве око, потрапивши в засідку армії Шрі-Ланки. З того часу Колвін змушена носити пов'язку. Весь час Мері має видіння і їй вчуваються звуки. Подруга Ріта вмовляє її пройти лікування від посттравматичного стресового розладу. Невдовзі вона продовжує свою роботу в гарячих точках. Останньою її місією стає сирійське місто Хомс. Там журналісти та репортери потрапили під перехресний вогонь. Неподалік будівлі, яку журналісти використовували як медіацентр, лунають вибухи. Всі починають рятуватися. Поранений фотограф Пол Конрой приходить до тями поряд з тілами Мері Колвін і фотожурналіста Ремі Ошліка.

## У ролях
| Актор            | Роль           |
| ---------------- | -------------- |
| Розамунд Пайк    | Марі Колвін    |
| Джеймі Дорнан    | Пол Конрой     |
| Том Голландер    | Шон Раян       |
| Стенлі Туччі     | Тоні Шоу       |
| Корі Джонсон     | Норм Коберн    |
| Фей Марсей       | Кейт Річардсон |
| Ніккі Амука-Берд | Ріта Вільямс   |

## Створення фільму

### Виробництво
Знімання фільму проходили в Лондоні, Велика Британія та Йорданії.

### Знімальна група
- Кінорежисер — Меттью Гейнеман
- Сценарист — Араш Амель
- Кінопродюсер — Меттью Гейнеман, Базіль Іванюк, Марісса Мак-Маон, Шарліз Терон
- Композитор — Г. Скотт Салінас
- Кінооператор — Роберт Річардсон
- Кіномонтаж — Нік Фентон
- Художник-постановник — Софі Беше
- Артдиректор — Кейт Слоут, Кіра Тудвей, Нассер Зоубі
- Художник-декоратор — Пенні Кроуфорд, Карім Кхеір
- Художник-костюмер — Майкл О'Коннор
- Підбір акторів — Джина Джей[5]

## Сприйняття

### Критика
Фільм отримав схвальні відгуки. На сайті Rotten Tomatoes оцінка стрічки становить 89 % на основі 112 відгуків від критиків (середня оцінка 7,2/10) і 66 % від глядачів із середньою оцінкою 3,4/5 (1 078 голосів). Фільму зарахований «свіжий помідор» від кінокритиків та «попкорн» від глядачів, Internet Movie Database — 6,7/10 (5 000 голосів), Metacritic — 75/100 (31 відгук критиків) і 7,4/10 (30 відгуків від глядачів).

### Номінації та нагороди
| Нагороди та номінації фільму «Приватна війна» | Нагороди та номінації фільму «Приватна війна» | Нагороди та номінації фільму «Приватна війна»            | Нагороди та номінації фільму «Приватна війна» | Нагороди та номінації фільму «Приватна війна» | Нагороди та номінації фільму «Приватна війна» |
| Рік                                           | Кінофестиваль/кінопремія                      | Категорія/нагорода                                       | Номінант                                      | Результат                                     |                                               |
| --------------------------------------------- | --------------------------------------------- | -------------------------------------------------------- | --------------------------------------------- | --------------------------------------------- | --------------------------------------------- |
| 2018                                          | Hollywood Music in Media Awards               | Оригінальна музика – незалежний фільм                    | Енні Леннокс («Requiem For a Private War»)    | Перемога                                      |                                               |
| 2019                                          | «Золотий глобус»                              | Найкраща пісня                                           | Енні Леннокс                                  | Номінація                                     |                                               |
| 2019                                          | «Золотий глобус»                              | Найкраща жіноча роль (драма)                             | Розамунд Пайк                                 | Номінація                                     |                                               |
| 2019                                          | «Супутник»                                    | Найкраща актриса                                         | Розамунд Пайк                                 | Номінація                                     |                                               |
| 2019                                          | «Супутник»                                    | Найкращий фільм                                          | «Приватна війна»                              | Номінація                                     |                                               |
| 2019                                          | «Супутник»                                    | Найкраща оригінальна пісня                               | «Requiem For a Private War»                   | Номінація                                     |                                               |
| 2019                                          | Гільдія режисерів Америки                     | Визначні досягнення режисера в дебютній художній стрічці | Меттью Гейнеман                               | Номінація                                     |                                               |